# 安东尼·高迪
安東尼·高迪-科爾內特（/ˈɡaʊdi/; 加泰隆尼亞語：[ənˈtɔni ɣəwˈði]、1852年6月25日—1926年6月10日）或稱安東尼奧·高迪（西班牙語：Antonio Gaudí） 是西班牙加泰羅尼亞建築師，被視為「加泰隆尼亞現代主義」（新藝術運動的分支）的代表性人物之一，他的作品以其複雜、新穎、獨樹一幟、个人色彩强烈的建築作品知名。其作品多位於巴塞隆納，包括聖家堂。
高迪的作品主要受到他生活熱情的影響：包括建築、自然和宗教。他經常考慮著創作的每一個細節，並將陶瓷、彩色玻璃、鐵藝、鍛造和木工傳統工藝技術融入到他的建築中。他還使用了材料處理的新技術，例如使用廢陶瓷片的特倫卡迪斯瓦片 。
在新哥特式藝術和東方技法的影響下，高迪於19世紀末期至20世紀初期參與了此時達到頂峰的現代主義運動。然而他的作品則超越了當時較為主流的現代主義，並在最終形成了一種受自然形態啟發的有機風格。高迪很少繪製他的作品的詳細計劃圖，而是更喜歡將它們創建為三維等比例模型，並按照他的構想塑造細節。
當代，高迪的作品在全球享有盛譽，並不斷受到各界建築師的推崇和研究。他的代表性傑作聖家堂現為西班牙參觀人數最多的建築。1984年至2005年間，他的七件作品則被聯合國教科文組織列為世界遺產。高迪的羅馬天主教信仰在他的一生中愈演愈烈，其宗教形像也經常現在他的許多作品中。這也是为什么他被譽為「上帝的建築師」。

## 时代背景
19世纪后叶的西班牙是以艺术领域的混乱为特征的時代，其建筑本身处于一种危机状态，转向重复过去的新古典主义和新浪漫主义的艺术运动；而建筑师们并没有新的技术方法来填补这些风格的空白。不过，大城市不断的发展以及城市化的迫切需求是人们重新进行城市设计规划。
以巴塞罗那为例，“帕拉萨达”（Pla Cerda）已经为他的发展提供了充分的准备。加泰罗尼亚以命名为“现代主义”的运动打破了折衷不确定性，此运动既是对新的文化和社会气候的反应，又是1890年代和20世纪最初二十几年经济、政治和地区发展的产物。在这30年间，加泰兰的资产阶级是全面扩展的动力，他们致力于工业和商业经济的兴盛，对自身有深刻的认识，一直希望有别于西班牙其他地方的资产阶级。他们的理想是建设一个自由、有文化、国际性的加泰罗尼亚。

## 生平

### 早期生涯
1852年6月25日，高第出生於加泰羅尼亞雷烏斯，是五兄弟中最小的一个，由於家族世代是做渦爐的銅匠，所以他天生具有良好的空間解構能力與雕塑感覺，只是因小時患有風濕病而不能和其他小朋友一起玩耍，因此便把興趣放到觀察大自然上，為他日後成為師法自然的建築師奠定基礎。高第因受到父親的鼓勵而在1873年到巴塞隆納修讀建築系五年，畢業後，开始在建築師约瑟夫·福特埃尔的工作室工作。

### 建築生涯
1877年，他协助完成后来在巴塞罗那施工的最伟大的设计之一“城堡公園”（Parc de la Ciutadella），他首次独立完成的作品是为普拉萨·德玛工程设计的灯柱以及为姆罗拉·兰尔工程设计的照明系统。两项工程都位于巴塞罗那，项目有马塔罗的工作工人协作完成。1878年，高第也認識了他最重要的贊助者，顯赫的欧塞比·桂尔先生（Eusebi Güell），奎爾先生驚於高第的天才，從此委托高第設計墓室、殿堂、宅邸、亭台等，使高第能充分自由地表現自我，發揮才華。
1883年回到巴塞罗那后，高第接獲瓷磚商馬紐·維森斯（Manuel Vicens）的委托，設計一棟名為维森斯之家（Casa Vicens）的避暑別莊，他也通过建筑师琼·马托里尔的推荐，接受刚开始运行的圣家堂的忏悔室，在他事业的这一时刻，高迪开始改变此项工程的设计理念。
高第終生没结婚，除了工作，沒有任何別的愛好和需求，聖家堂是他最偉大的作品，他把一生中的43年都貢獻在那裡，1925年還乾脆搬到教堂的工地去住，全心全意研究教堂的結構設計，在興建聖家堂前，高第是個知名的花花公子，在開始興建聖家堂之後，他就變得如同修士般，為聖家堂奉獻所有心血，甚至不惜親自乞討來籌措費用。

### 逝世

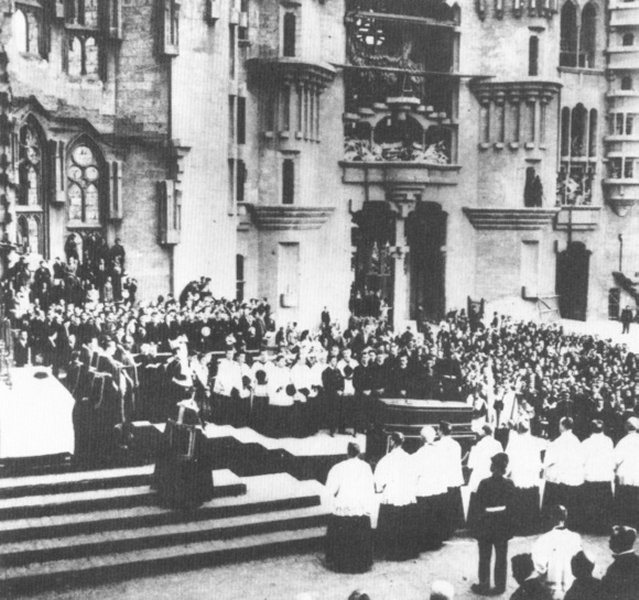
高第的葬禮，1926年6月12日。

1926年6月7日下午，高第完成當天的工作從聖家堂到市中心的教堂望彌撒，在经过加泰罗尼亚议会大道时被30路电车撞倒并失去了知觉。
當時他衣衫破舊，路人以為是流浪漢，所以没有得到及时的救治。后来，路人把他送到圣十字医院，然后第二天才被圣家堂的神父认出，但是高迪的状况已经严重恶化。高迪于1926年6月10日去世，享年73岁。
同年6月12日，高第的葬礼隆重举行，前来送葬的隊伍從聖十字醫院一直緩緩地延伸到了聖家堂。高第被安葬于聖家堂的地下墓室，这座大教堂迄今尚未完工。
高第的墓碑上刻着：
Antonius Gaudí Cornet. Reusensis. Annos natus LXXIV, vitae exemplaris vir, eximiusque artifex, mirabilis operis hujus, templi auctor, pie obiit Barcinone die X Junii MCMXXVI, hinc cineres tanti hominis, resurrectionem mortuorum expectant. R.I.P.
(Antoni Gaudí Cornet. From Reus. At the age of 74, a man of exemplary life, and an extraordinary craftsman, the author of this marvelous work, the church, died piously in Barcelona on the tenth day of June 1926; henceforward the ashes of so great a man await the resurrection of the dead. May he rest in peace.)
(雷烏斯的安東尼·高第·科爾內特，超凡脫俗的匠人，宏偉的聖家堂的總設計師，卒於1926年6月10日巴塞隆納，忠誠地完成一生事業，享壽74歲。遂長眠於此，靜待死者的復活。願其安息)

## 作品

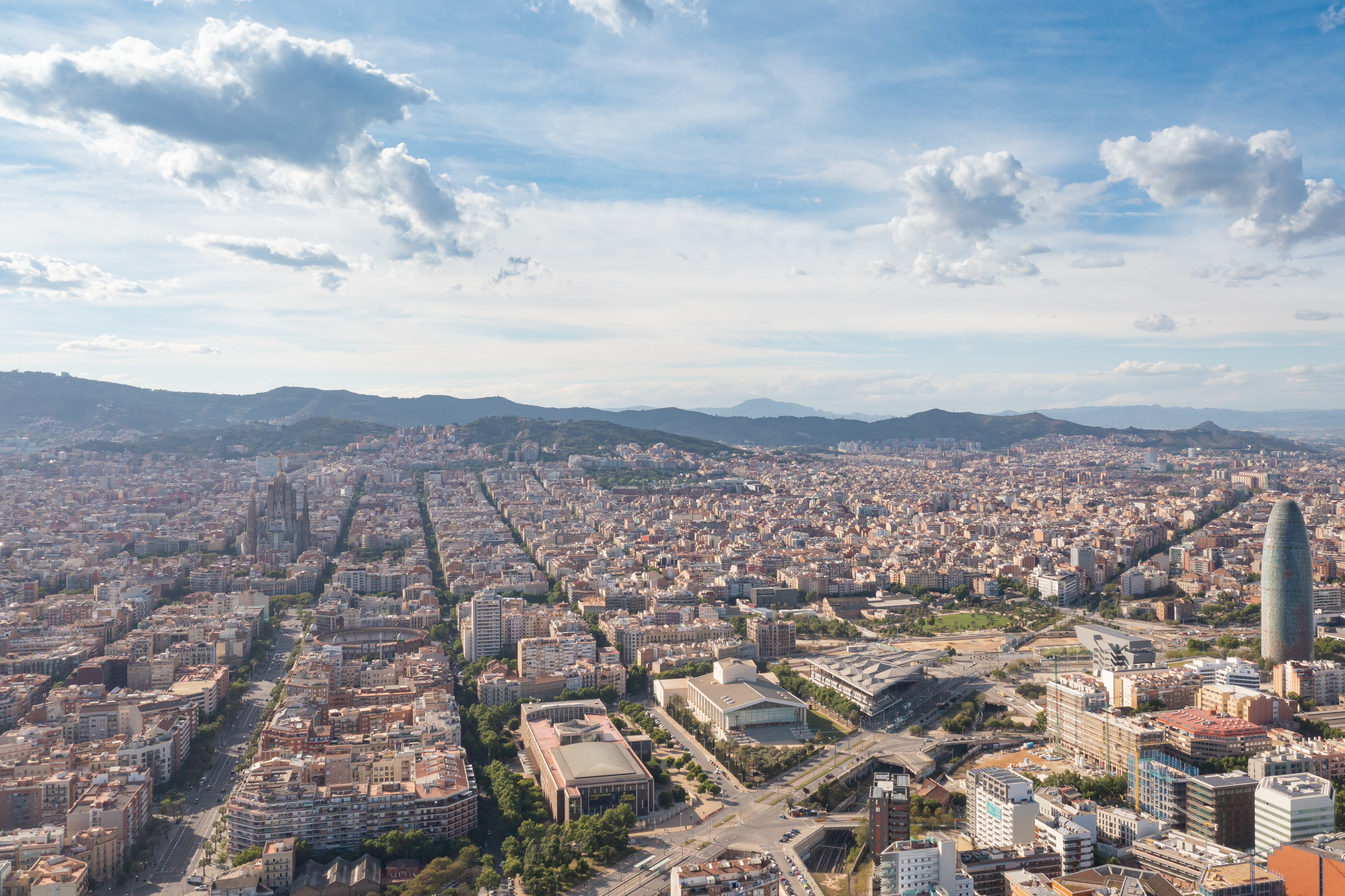
西班牙巴塞羅那聖家堂的鳥瞰圖

高迪的作品通常被歸類為現代主義，因為它渴望更新而不與傳統衝突，尋求現代性，將裝飾感應用到作品中，並且其進行多學性質，其中手工藝位於中心位置。高迪也加入了巴洛克風格，採用了技術進步的興建工法追求使用傳統建築語言。再加上他從自然中獲得的靈感，包括從觀察中發現自然界並不存在純粹的直線。他曾說過：「直線屬於人類，曲線屬於上帝。」所以終其一生，高第都極力地在自己的設計當中追求自然，在他的作品當中幾乎找不到直線，大多採用充滿生命力的曲線與有機型態的物件來構成一棟建築，這種融合給了他的作品在建築史上獨特的個性。
儘管按時間順序，很難建立實際的階段來忠實地說明高迪風格的演變。儘管他從最初的歷史主義方法轉向，完全沉浸在19世紀後期動力充沛的加泰羅尼亞現代主義運動中，最終取得了他的個人有機風格，但這個過程並沒有明確的階段和明顯的界限：相反，在每個階段都有所有早期階段的影響。因為高第逐漸吸收元素並超越了它們高第的徒弟和傳記作家瓊·伯戈斯是高第作品最好的描述者之一，伯戈斯根據塑性和結構標準。在高迪的作品中劃分了五個階段：初步階段、摩爾東方藝術、模仿哥特式、自然主義和表現主義以及有機綜合。

## 遺產

### 世界遺產
高第的一些作品已被聯合國教科文組織授予世界遺產地位：包括1984年的桂尔公园、桂尔宫和米拉之家；2005年圣家堂的诞生立面及地下室、後殿、巴塞羅那的维森斯之家和巴特略之家，以及聖科洛馬德塞爾維洛的桂尔居住区教堂地下室。
宣布高第的作品為世界遺產，旨在承認其傑出的普遍價值。根據引文：
- 安東尼·高第的作品代表了19世紀末和20世紀初對建築和建築技術發展的非凡而傑出的創造性貢獻。
- 高迪的作品展示了與他時代的文化和藝術潮流密切相關的重要價值觀交流，如加泰羅尼亞的現代主義所代表。它預見並影響了許多與20世紀現代建築發展相關的形式和技術。
- 高迪的作品代表了20世紀初住宅和公共建築中建築類型學的一系列傑出範例，他為這些建築的發展做出了重大而創造性的貢獻。

## 纪录片
1984年上映的纪录片，「高迪聖家堂」日本导演勅使河原宏执导。这部纪录片因有诗一般的韵律和日本导演独特的风格而闻名。此外，片中主角——高迪的建筑作品更是令人大开眼界，瞠目结舌！